# Маршіано
Маршіано (італ. Marsciano) — муніципалітет в Італії, у регіоні Умбрія,  провінція Перуджа.
Маршіано розташоване на відстані близько 115 км на північ від Рима, 23 км на південь від Перуджі.
Населення — 18 931 особа (2014).
Щорічний фестиваль відбувається 24 червня. Покровитель — святий Іван Хреститель.

## Демографія
Населення за роками:

Станом на 1 січня 2023 року в муніципалітеті офіційно проживали 2184 іноземці з 79 країн, серед них 1017 громадян країн Євросоюзу та 70 громадян України.

## Уродженці
- Джанкарло Антоньйоні (*1954) — відомий у минулому італійський футболіст, півзахисник.
- Марко Боччі (1978) — італійський актор, режисер та письменник.

## Сусідні муніципалітети
- Коллаццоне
- Дерута
- Фратта-Тодіна
- Перуджа
- П'єгаро
- Сан-Венанцо
- Тоді